# Grades de l'armée bulgare
Cet article donne les grades en vigueur dans les Forces armées bulgares (Българска Армия).

## Armée de terre(bulgare:?)

### Officiers de l'Armée de terre bulgare
| Code OTAN           | OF-10            | OF-9    | OF-8              | OF-7          | OF-6             | OF-5      | OF-4         | OF-3  | OF-2    | OF-1             | OF-1      | OF(D)              | Élève-officier   |
| ------------------- | ---------------- | ------- | ----------------- | ------------- | ---------------- | --------- | ------------ | ----- | ------- | ---------------- | --------- | ------------------ | ---------------- |
| Bulgarie (modifier) | pas d'équivalent |         |                   |               |                  |           |              |       |         |                  |           |                    | pas d'équivalent |
| Bulgarie (modifier) | pas d'équivalent | Генерал | Генерал-лейтенант | Генерал-майор | Бригаден генерал | Полковник | Подполковник | Майор | Капитан | Старши лейтенант | Лейтенант | Офицерски кандидат | pas d'équivalent |

### Sous-officiers et hommes du rang de l'Armée de terre bulgare
| Code OTAN           | OR-9               | OR-9               | OR-9               | OR-9               | OR-9               | OR-9               | OR-8     | OR-8     | OR-7           | OR-7           | OR-6    | OR-6    | OR-6    | OR-6    | OR-6    | OR-6    | OR-5           | OR-5           | OR-5           | OR-5           | OR-5           | OR-5           | OR-4     | OR-4     | OR-3             | OR-3             | OR-2             | OR-2             | OR-2             | OR-2             | OR-2             | OR-2             | OR-1   | OR-1 |
| ------------------- | ------------------ | ------------------ | ------------------ | ------------------ | ------------------ | ------------------ | -------- | -------- | -------------- | -------------- | ------- | ------- | ------- | ------- | ------- | ------- | -------------- | -------------- | -------------- | -------------- | -------------- | -------------- | -------- | -------- | ---------------- | ---------------- | ---------------- | ---------------- | ---------------- | ---------------- | ---------------- | ---------------- | ------ | ---- |
| Bulgarie (modifier) |                    |                    |                    |                    |                    |                    |          |          |                |                |         |         |         |         |         |         |                |                |                |                |                |                |          |          | pas d'équivalent | pas d'équivalent | pas d'équivalent | pas d'équivalent | pas d'équivalent | pas d'équivalent | pas d'équivalent | pas d'équivalent |        |      |
| Bulgarie (modifier) | Офицерски кандидат | Офицерски кандидат | Офицерски кандидат | Офицерски кандидат | Офицерски кандидат | Офицерски кандидат | Старшина | Старшина | Старши сержант | Старши сержант | Сержант | Сержант | Сержант | Сержант | Сержант | Сержант | Младши сержант | Младши сержант | Младши сержант | Младши сержант | Младши сержант | Младши сержант | Ефрейтор | Ефрейтор | pas d'équivalent | pas d'équivalent | pas d'équivalent | pas d'équivalent | pas d'équivalent | pas d'équivalent | pas d'équivalent | pas d'équivalent | Редник |      |

## Marine(bulgare:Voennomorski sili na Republika Balgariya)

### Officiers de la Marine bulgare
| Code OTAN           | OF-10            | OF-9    | OF-8        | OF-7          | OF-6    | OF-5           | OF-4            | OF-3             | OF-2              | OF-1             | OF-1      | OF(D) | Élève-officier |
| ------------------- | ---------------- | ------- | ----------- | ------------- | ------- | -------------- | --------------- | ---------------- | ----------------- | ---------------- | --------- | ----- | -------------- |
| Bulgarie (modifier) | pas d'équivalent |         |             |               |         |                |                 |                  |                   |                  |           |       |                |
| Bulgarie (modifier) | pas d'équivalent | адмирал | вицеадмирал | контраадмирал | комодор | капитан I ранг | капитан II ранг | капитан III ранг | капитан-лейтенант | старши лейтенант | лейтенант |       |                |

### Sous-officiers et marins  de la Marine bulgare
| Code OTAN           | OR-9               | OR-9               | OR-9               | OR-9               | OR-9               | OR-9               | OR-8   | OR-8   | OR-7            | OR-7            | OR-6              | OR-6              | OR-6              | OR-6              | OR-6              | OR-6              | OR-5               | OR-5               | OR-5               | OR-5               | OR-5               | OR-5               | OR-4          | OR-4          | OR-3             | OR-3             | OR-2             | OR-2             | OR-2             | OR-2             | OR-2             | OR-2             | OR-1   | OR-1 |
| ------------------- | ------------------ | ------------------ | ------------------ | ------------------ | ------------------ | ------------------ | ------ | ------ | --------------- | --------------- | ----------------- | ----------------- | ----------------- | ----------------- | ----------------- | ----------------- | ------------------ | ------------------ | ------------------ | ------------------ | ------------------ | ------------------ | ------------- | ------------- | ---------------- | ---------------- | ---------------- | ---------------- | ---------------- | ---------------- | ---------------- | ---------------- | ------ | ---- |
| Bulgarie (modifier) |                    |                    |                    |                    |                    |                    |        |        |                 |                 |                   |                   |                   |                   |                   |                   |                    |                    |                    |                    |                    |                    |               |               | pas d'équivalent | pas d'équivalent | pas d'équivalent | pas d'équivalent | pas d'équivalent | pas d'équivalent | pas d'équivalent | pas d'équivalent |        |      |
| Bulgarie (modifier) | Офицерски кандидат | Офицерски кандидат | Офицерски кандидат | Офицерски кандидат | Офицерски кандидат | Офицерски кандидат | Мичман | Мичман | Главен старшина | Главен старшина | Старшина I степен | Старшина I степен | Старшина I степен | Старшина I степен | Старшина I степен | Старшина I степен | Старшина II степен | Старшина II степен | Старшина II степен | Старшина II степен | Старшина II степен | Старшина II степен | Старши матрос | Старши матрос | pas d'équivalent | pas d'équivalent | pas d'équivalent | pas d'équivalent | pas d'équivalent | pas d'équivalent | pas d'équivalent | pas d'équivalent | Матрос |      |

## Armée de l'air(bulgare:Bălgarski Voennovăzdušni Sili)

### Officiers de l'Armée de l'air bulgare
| Code OTAN           | OF-10            | OF-9    | OF-8              | OF-7          | OF-6             | OF-5      | OF-4         | OF-3  | OF-2    | OF-1             | OF-1      | OF(D)              | Élève-officier   |
| ------------------- | ---------------- | ------- | ----------------- | ------------- | ---------------- | --------- | ------------ | ----- | ------- | ---------------- | --------- | ------------------ | ---------------- |
| Bulgarie (modifier) | pas d'équivalent |         |                   |               |                  |           |              |       |         |                  |           |                    | pas d'équivalent |
| Bulgarie (modifier) | pas d'équivalent | генерал | генерал-лейтенант | генерал-майор | бригаден генерал | полковник | подполковник | майор | капитан | старши лейтенант | лейтенант | Офицерски кандидат | pas d'équivalent |

### Sous-officiers et hommes du rang de l'Armée de l'air bulgare
| Code OTAN           | OR-9               | OR-9               | OR-9               | OR-9               | OR-9               | OR-9               | OR-8     | OR-8     | OR-7           | OR-7           | OR-6    | OR-6    | OR-6    | OR-6    | OR-6    | OR-6    | OR-5           | OR-5           | OR-5           | OR-5           | OR-5           | OR-5           | OR-4     | OR-4     | OR-3             | OR-3             | OR-2             | OR-2             | OR-2             | OR-2             | OR-2             | OR-2             | OR-1   |
| ------------------- | ------------------ | ------------------ | ------------------ | ------------------ | ------------------ | ------------------ | -------- | -------- | -------------- | -------------- | ------- | ------- | ------- | ------- | ------- | ------- | -------------- | -------------- | -------------- | -------------- | -------------- | -------------- | -------- | -------- | ---------------- | ---------------- | ---------------- | ---------------- | ---------------- | ---------------- | ---------------- | ---------------- | ------ |
| Bulgarie (modifier) |                    |                    |                    |                    |                    |                    |          |          |                |                |         |         |         |         |         |         |                |                |                |                |                |                |          |          | pas d'équivalent | pas d'équivalent | pas d'équivalent | pas d'équivalent | pas d'équivalent | pas d'équivalent | pas d'équivalent | pas d'équivalent |        |
| Bulgarie (modifier) | Офицерски кандидат | Офицерски кандидат | Офицерски кандидат | Офицерски кандидат | Офицерски кандидат | Офицерски кандидат | старшина | старшина | старши сержант | старши сержант | сержант | сержант | сержант | сержант | сержант | сержант | младши сержант | младши сержант | младши сержант | младши сержант | младши сержант | младши сержант | ефрейтор | ефрейтор | pas d'équivalent | pas d'équivalent | pas d'équivalent | pas d'équivalent | pas d'équivalent | pas d'équivalent | pas d'équivalent | pas d'équivalent | редник |